# Leptomorphus magnificus
Leptomorphus magnificus är en tvåvingeart som först beskrevs av Oskar Augustus Johannsen 1910.  Leptomorphus magnificus ingår i släktet Leptomorphus och familjen svampmyggor.
Artens utbredningsområde är Washington. Inga underarter finns listade i Catalogue of Life.